# Akemi Negishi
Akemi Negishi (根岸明美 Negishi Akemi?, n. 26 martie 1934, Minato, Tōkyō, Japonia – d. 11 martie 2008, Kawasaki, Japonia) a fost o actriță japoneză.

## Biografie
Akemi Negishi s-a născut la Tokio și a intrat în atenția publicului cinefil internațional atunci când a apărut în coproducția americano-japoneză Anatahan (1952), filmul ei de debut regizat de Josef von Sternberg, ce prezintă povestea unor soldați japonezi care, la șase ani de la Bombardamentele atomice de la Hiroshima și Nagasaki, au refuzat să creadă că cel de-al Doilea Război Mondial s-a încheiat.
Ulterior actrița japoneză a jucat în aproape 50 de filme între 1953 și 1993. Negishi a apărut în patru filme ale celebrului regizor japonez Akira Kurosawa: Ikimono no kiroku (1955), Azilul de noapte (1957), Barbă Roșie (1965) și Dodes'ka-den (1970). Ea a avut un rol secundar în Shurayukihime (Lady Snowblood), care a fost considerat una dintre principalele surse de inspirație ale filmului Kill Bill al lui Quentin Tarantino. Printre alte filme în care a mai apărut se numără Tokyo no kyujitsu (Tokyo Holiday), Half Human: The Story of the Abominable Snowman (cu John Carradine), Kingu Kongu tai Gojira (King Kong vs. Godzilla) și Kaidan hebi-onna (Snake Woman's Curse). Ultimul ei rol a fost în filmul Barameraba (2005).
Akemi Negishi a murit de cancer ovarian la Kawasaki în 2008, la vârsta de 74 de ani.

## Filmografie selectivă
- 1952: Anatahan (Anatahan), regizat de Josef von Sternberg - Keiko, „regina albinelor”
- 1955: Vivre dans la peur (生きものの記録 Ikimono no kiroku?), regizat de Akira Kurosawa - Asako Kuribayashi
- 1956: Pluie soudaine (驟雨 Shūu?), regizat de Mikio Naruse
- 1956: Le Cœur d'une épouse (妻の心 Tsuma no kokoro?), regizat de Mikio Naruse - sora lui Shinji
- 1957: Azilul de noapte (どん底 Donzoko?), regizat de Akira Kurosawa - prostituata Osen[9]
- 1962: King Kong contra Godzilla (キングコング対ゴジラ Kingukongu tai Gojira?), regizat de Ishirō Honda - mama lui Chikiro
- 1963: 18 jeunes gens à l’appel de l’orage (嵐を呼ぶ十八人 Arashi o yobu juhachi-nin?), regizat de Yoshishige Yoshida
- 1965: Barbă Roșie (赤ひげ Akahige?), regizat de Akira Kurosawa - Okuni, fiica înstrăinată a muribundului Rokusuke[10]
- 1970: Dodes'ka-den (どですかでん Dodesukaden?), regizat de Akira Kurosawa - frumoasa mahalalei[11]
- 1971: Le Jeu (遊び Asobi?), regizat de Yasuzō Masumura
- 1972: La Femme scorpion (女囚701号/さそり Joshū 701-gō: Sasori?), regizat de Shun'ya Itō - Otsuka
- 1973: Lady Snowblood (修羅雪姫 Shurayuki hime?), regizat de Toshiya Fujita
- 1973: Mélodie de la rancune (女囚さそり 701号怨み節 Joshū sasori: 701-gō urami-bushi?), regizat de Yasuharu Hasebe - Minamura

## Legături externe
- Akemi Negishi la Internet Movie Database
- Akemi Negishi pe Japanese Movie Database